# 卡尔蒂利亚诺
卡尔蒂利亚诺（義大利語：Cartigliano），是意大利威尼托大区维琴察省的一个市镇。总面积7平方公里，人口3848人，人口密度549.7人/平方公里（2009年）。国家统计（ISTAT）代码为024025。